# ترامپتر، ادمونتون
ترامپتر، ادمونتون (به انگلیسی: Trumpeter, Edmonton) یک منطقهٔ مسکونی در کانادا است که در آلبرتا واقع شده‌است.

## خصوصیات
ترامپتر ۱۶۰ نفر جمعیت دارد و ۶۸۱ متر بالاتر از سطح دریا واقع شده‌است.